# 超能理工派
超能理工派是一档由大疆创新出品，由湖南卫视团队参与制作的科技竞技真人秀节目，可视为RoboMaster机甲大师赛2017赛季的衍生网络综艺节目。该节目第一季于2017年8月13日-26日在广东省深圳市大鹏新区进行拍摄，并于2018年3月23日至4月27日之间的每星期五20:30 (UTC+8) 于爱奇艺、优酷、哔哩哔哩平台更新一集。
有观点认为，该节目符合国家广播电视总局宣传司司长高长力提出的“小成本、大情怀、正能量”广播电视节目自主创新原则。

## 赛制
本季节目共由5场比赛组成，每场比赛包含一个任务挑战环节和一个机器人battle环节。
任务挑战环节涉及机械、嵌入式、软件工程、视觉传感等多领域技术。每个环节由节目组发布加密任务，参赛队员需先破解加密信息获得任务，及后按任务提示展开对决。获胜方将在本场的机器人battle环节中获得一定加成。
机器人battle环节则使用参赛队员自行研发的指定种类机器人，于RoboMaster比赛场地进行对决。在前三场比赛中，battle的败方将淘汰一名队员，并由节目组安排另一位队员顶替；如双方最终战平则不淘汰任何一方队员。第四场起则不再进行队员淘汰。

## 参赛队员
参赛队员分冠军队、复仇者队两组。冠军队组员全数由RoboMaster机甲大师赛2017赛季冠军华南理工大学派员组成，复仇者队则由该赛季其它全国32强学校派员组成联队。

### 冠军队
| 姓名                              | 队内职能             | 技术方向 | 备注                                                  |
| --------------------------------- | -------------------- | -------- | ----------------------------------------------------- |
| 卢欢鹏                            | 队长                 | 电控     |                                                       |
| 涂思强                            | 基地机器人软件工程师 | 电控     |                                                       |
| 杨泽霖                            | 基地机器人算法工程师 | 视觉     |                                                       |
| 成 斌                             | 大能量机关算法工程师 | 视觉     |                                                       |
| 关杰鸿                            | 英雄机器人软件工程师 | 电控     |                                                       |
| 张 波                             | 大能量机关软件工程师 | 电控     | 于第3集结束时被淘汰 第5集结尾出演宣传RM2018赛季分区赛 |
| 胡 洋                             | 工程机器人机械工程师 | 机械     | 于第4集起加入队伍                                     |
| 刘相                              | 英雄机器人操作手     | 机械     | 于第5集起加入队伍                                     |
| 随队管家：周素璇 驻地：红珊瑚别墅 |                      |          |                                                       |

### 复仇者队
| 姓名                          | 所属院校     | 队内职能             | 技术方向 | 备注                                                        |
| ----------------------------- | ------------ | -------------------- | -------- | ----------------------------------------------------------- |
| 孟国涛                        | 西安交通大学 | 工程机器人操作手     | 视觉     | 兼任复仇者队队长                                            |
| 蒋天园                        | 厦门大学     | 基地机器人软件工程师 | 软件     | 于第2集结束时被淘汰                                         |
| 陈小枫                        | 上海交通大学 | 英雄机器人软件工程师 | 嵌入式   |                                                             |
| 郭明理                        | 北方工业大学 | 空中机器人操作手     | 视觉     |                                                             |
| 欧政熠                        | 上海交通大学 | 英雄机器人操作手     | 机械     |                                                             |
| 刘 杰                         | 山东科技大学 | 工程机器人机械工程师 | 机械     |                                                             |
| 陈冬冬                        | 电子科技大学 | 工程机器人软件工程师 | 嵌入式   | 于第3集起加入队伍 因伤病缺席第3集任务挑战环节改造部分后半段 |
| 杨思其                        | 电子科技大学 | 英雄机器人操作手     | 嵌入式   | 于第5集起加入队伍                                           |
| 随队管家：耿耿 驻地：伊亚别墅 |              |                      |          |                                                             |

## 节目内容

### 第1-2集
此两集为本季节目的第一场对决，于2017年8月13-16日录制，并分别于北京时间2018年3月23日、30日晚间上线首播。本场对决结束后，复仇者队的蒋天园遭到淘汰。
任务挑战——秘密潜入
- 双方需破译各自驻地内电视机播放的高频噪音隐藏的信息获得具体任务。
- 双方驻地门口均放有包含一能量包的道具包。双方队员需在24小时内藏好能量包，并使用任务道具在整个驻地范围设置机关及防盗警报装置，同时阻止对方队员夺取己方能量包。双方完成障碍设置后，需派员刺探对方驻地。
- 24小时后，双方需前往对方驻地夺取对方能量包，且每个机关有且只能有两名队员进行破解。最先夺得对方能量包且触发警报次数最少的一方获胜，并在本场机器人battle中获得增加一台步兵机器人输出的加成。
- 赛果

| 队伍     | 触发警报次数 | 触发警报次数 | 触发警报次数 | 触发警报次数 | 触发警报次数 | 结果             |
| 队伍     | 机关1        | 机关2        | 机关3        | 机关4        | 机关5        | 结果             |
| -------- | ------------ | ------------ | ------------ | ------------ | ------------ | ---------------- |
| 冠军队   | 0            | 1            | 2            | 0            | 0            | 胜出，可获得加成 |
| 复仇者队 | 0            | 0            | 12           | 6            |              | 失败             |

机器人battle——基地机器人VS步兵机器人
- 攻方派出两台（冠军队作攻方时为三台）步兵机器人进攻对方基地，守方由基地机器人在本方启动区防守。攻方每局可使用1000颗小型子弹，守方每局仅可使用200颗。
- Battle共4局，每局比赛限时7分钟，比赛结束后双方攻守互换。4局之后对对方基地机器人造成总伤害最高的一方获本场battle胜利，败方将淘汰一名成员。
- 赛果

| 队伍     | 基地剩余血量 | 基地剩余血量 | 基地剩余血量 | 基地剩余血量 | 结果             |
| 队伍     | 第1局        | 第2局        | 第3局        | 第4局        | 结果             |
| -------- | ------------ | ------------ | ------------ | ------------ | ---------------- |
| 冠军队   | 1900         |              | 4350         |              | 胜出             |
| 复仇者队 |              | 0            |              | 0            | 失败，需淘汰成员 |

- 复仇者队在本轮battle中落败，经队内讨论，蒋天园被淘汰。

### 第3集
本集为本季节目的第二场对决，于2017年8月17-18日录制，并于北京时间2018年4月6日晚间上线首播。本场对决中，陈冬冬加入复仇者队接替蒋天园。本场对决结束后，冠军队的张波遭到淘汰。
任务挑战——懒人计划
- 双方需取下悬挂在己方驻地内的犬只脖子上的U盘以获得具体任务。
- 双方需在当天晚上19点之前完成对驻地的智能家居改造，包括狗狗自动喂食机、手势开关门、自动送拖鞋机器人及智能脏衣篓等四个项目。[註 1]
- 当晚19点，双方需先后接受专业评审团及对方队员就智能性、实用性、懒人使用性等方面进行的验收、评级。平均分更高的一方获胜，并在本场机器人battle中获得子弹加倍的加成，及在当晚的晚餐中享用更丰富菜品。
- 赛果

| 队伍     | 评级           | 评级           | 评级           | 评级           | 评级       | 评级       | 评级       | 评级       | 评级             | 评级             | 评级             | 评级             | 评级       | 评级       | 评级       | 评级       | 结果             |
| 队伍     | 狗狗自动喂食机 | 狗狗自动喂食机 | 狗狗自动喂食机 | 狗狗自动喂食机 | 手势开关门 | 手势开关门 | 手势开关门 | 手势开关门 | 自动送拖鞋机器人 | 自动送拖鞋机器人 | 自动送拖鞋机器人 | 自动送拖鞋机器人 | 智能脏衣篓 | 智能脏衣篓 | 智能脏衣篓 | 智能脏衣篓 | 结果             |
| 队伍     | 智能性         | 实用性         | 懒人使用性     | 总评           | 智能性     | 实用性     | 懒人使用性 | 总评       | 智能性           | 实用性           | 懒人使用性       | 总评             | 智能性     | 实用性     | 懒人使用性 | 总评       | 结果             |
| -------- | -------------- | -------------- | -------------- | -------------- | ---------- | ---------- | ---------- | ---------- | ---------------- | ---------------- | ---------------- | ---------------- | ---------- | ---------- | ---------- | ---------- | ---------------- |
| 冠军队   | 2              | 2              | 1              | 1.5/不合格     | 3          | 3          | 2          | 2.5/合格   | 2                | 3                | 2                | 2.5/合格         | 2          | 1          | 1          | 1.5/不合格 | 失败             |
| 复仇者队 | 3              | 2              | 3              | 2.5/合格       | 3          | 3          | 3          | 3/合格     | 3                | 3                | 3                | 3/合格           | 3          | 2          | 2          | 2.5/合格   | 胜出，可获得加成 |

机器人battle——步兵机器人3V3对抗赛
- 双方各派出3台步兵机器人进行对抗攻击。冠军队每局每车可使用120颗小型子弹，复仇者队为每局每车240颗。
- Battle共3局，采三局两胜制，每局比赛限时7分钟。每局比赛结束后剩余血量多的一方获胜，取得两局胜利的队伍获本场battle胜利，败方将淘汰一名成员。
- 赛果

| 队伍     | 战果  | 战果  | 战果  | 结果             |
| 队伍     | 第1局 | 第2局 | 第3局 | 结果             |
| -------- | ----- | ----- | ----- | ---------------- |
| 冠军队   | 胜    | 负    | 负    | 失败，需淘汰成员 |
| 复仇者队 | 负    | 胜    | 胜    | 胜出             |

- 冠军队在本轮battle中落败，经队内讨论，张波被淘汰。

### 第4集
本集为本季节目的第三场对决，于2017年8月19-20日录制，并于北京时间2018年4月13日晚间上线首播。本场对决中，胡洋加入冠军队接替张波。本场对决未淘汰任何队员。
任务挑战——无人机大作战
- 双方需分别组装电动小车拖离轻型厢式卡车，扫描此前被卡车压住的二维码获得具体任务。
- 双方需在24小时内完成无人机改装及调试工作，及利用任务道具制定伪装方案。
- 24小时后，双方前往指定场地进行比赛。比赛共2局，首局比赛结束后双方攻守互换。每局比赛守方需派出3名队员与5个假人一同在田野中进行伪装；攻方需操作无人机进行高空侦察，及向目标投掷水弹。每局比赛限时10分钟，攻方一次只可挂载一个水弹，每局最多使用5个；此外每局还可使用一次热成像无人机。投掷真人数量最多的一方获胜，并在本场机器人battle中获得作为攻方局加时2分钟的加成。[註 2]
- 赛果

| 队伍     | 投掷情况 | 投掷情况 | 投掷情况 | 投掷情况 | 投掷情况 | 结果             |
| 队伍     | 水弹1    | 水弹2    | 水弹3    | 水弹4    | 水弹5    | 结果             |
| -------- | -------- | -------- | -------- | -------- | -------- | ---------------- |
| 冠军队   | 砸中     | 未中     | 重复     | 未中     | 未中     | 失败             |
| 复仇者队 | 砸中     | 未中     | 砸中     | 重复     | 砸中     | 胜出，可获得加成 |

机器人battle——无人机VS基地机器人
- 攻方派出无人机进攻对方基地，守方由基地机器人在本方启动区防守。
- Battle共2局，每局比赛限时5分钟（复仇者队作攻方时为7分钟）。消耗对方基地机器人血量更高的队伍获本场battle胜利，败方将淘汰一名成员。
- 赛果

| 队伍     | 基地被消耗血量 | 基地被消耗血量 | 结果 |
| 队伍     | 第1局          | 第2局          | 结果 |
| -------- | -------------- | -------------- | ---- |
| 冠军队   | 100            |                | 平局 |
| 复仇者队 |                | 100            | 平局 |

- 本轮battle双方打平，不淘汰队员。

### 第5集
本集为本季节目的第四场对决，于2017年8月21-23日录制，并于北京时间2018年4月20日晚间上线首播。本场对决中，刘相乾、胡思其分别加入冠军队、复仇者队支援。
任务挑战——人机大战
- 双方需破译各自驻地内电视机播放的滚动小球视频隐藏的信息，并前往指定地点打开密码箱获得具体任务。
- 双方需在24小时内制作三种指定的机器人程序及设备。其中，和弦辨音机器人由两队合作完成，石头剪刀布机器人及别踩白块机器人则由两队分别选择完成。
- 24小时后，双方前往指定场地分别与相关达人进行比赛。两队队员在以下比赛中获得胜利更多的一方胜出，并在本场机器人battle中获得提前5秒出车的加成。
  - 和弦达人：工作人员随机在电子琴键盘上按下和弦，由队员与听音达人分别辨别和弦内包含的音名，先出错的一方告负。
  - 石头剪刀布达人：石头剪刀布与机器人分别与10位石头剪刀布达人猜拳，每轮采取三局两胜制。仅机器人战胜所有挑战者时，才判队员获胜。
  - 别踩白块达人：队员与别踩白块达人分别以同一首歌曲进行《别踩白块儿》游戏，先出错的一方告负。
- 赛果

| 队伍     | 战果         | 战果           | 战果         | 结果             |
| 队伍     | 和弦辨音达人 | 剪刀石头布达人 | 别踩白块达人 | 结果             |
| -------- | ------------ | -------------- | ------------ | ---------------- |
| 冠军队   | 胜           |                | 负           | 失败             |
| 复仇者队 | 胜           | 胜             |              | 胜出，可获得加成 |
| 达人     | 负           | 负             | 胜           |                  |

机器人battle——英雄机器人1V1对抗赛
- 双方各派出1个英雄机器人进行对抗攻击。复仇者队的英雄机器人可提前5秒始发。
- Battle共3局，采三局两胜制，每局比赛限时7分钟。每局比赛结束后剩余血量多的一方获胜，取得两局胜利的队伍获本场battle胜利，并获得在终极battle前一小时适应场地的加成。
- 赛果

| 队伍     | 战果  | 战果  | 战果  | 结果             |
| 队伍     | 第1局 | 第2局 | 第3局 | 结果             |
| -------- | ----- | ----- | ----- | ---------------- |
| 冠军队   | 胜    | 负    | 胜    | 胜出，可获得加成 |
| 复仇者队 | 负    | 胜    | 负    | 失败             |

### 第6集
本集为本季节目的第五场对决，亦是最后一场对决，于2017年8月24-26日录制，并于北京时间2018年4月27日晚间上线首播。本集的任务挑战部分以游戏名义进行。
任务挑战——接力拼装车
- 双方各需派出一名队员负责拼装车辆，其余六名队员按顺序接力完成甩掉便利贴（2人）、面粉碗吹乒乓球（1人）、指压板双人跳绳（2人）、大象越障碍（1人）等四个游戏。每个游戏完成后，相应队员需向拼装区输送零件，才可进行下一游戏。第一名队员将车辆拼好后，将其驶向终点，摇铃结束计时。完成时间更少的一方获胜，败方需接受指压板化妆T台秀的惩罚。
- 赛果

| 队伍     | 用时   | 结果             |
| -------- | ------ | ---------------- |
| 冠军队   | 19'43" | 失败，需接受惩罚 |
| 复仇者队 | 16'40" | 胜出             |

机器人终极battle
- 双方各派出1个英雄机器人、1个基地机器人和3个步兵机器人进行对抗攻击。对抗规则与RoboMaster正式比赛一致。
- Battle共3局，采三局两胜制，每局比赛限时7分钟。每局比赛结束后击溃对方基地或基地剩余血量多的一方获胜，基地剩余血量相同时判剩余总血量多的一方获胜，取得两局胜利的队伍获终极battle胜利，并可获得于布里斯班举办的国际机器人与自动化会议入场券。
- 赛果

| 队伍     | 战果  | 战果  | 战果  | 结果             |
| 队伍     | 第1局 | 第2局 | 第3局 | 结果             |
| -------- | ----- | ----- | ----- | ---------------- |
| 冠军队   | 负    | 胜    | 胜    | 胜出，可获得奖品 |
| 复仇者队 | 胜    | 负    | 负    | 失败             |

## 注解
1. ↑  陈冬冬在本任务中被高速旋转的电机划伤引发眩晕，需送医观察，故缺席改造部分后半阶段。
2. ↑  冠军队首局攻击时因热成像无人机固件问题及投弹无人机机件严重故障，无法完成比赛并宣布认输。但经复仇者队提议及节目组协商，冠军队获得重试机会，首局成绩不计。